# Portrait d'Hippolyte de Médicis
Le Portrait d'Hippolyte de Médicis est un portrait réalisé vers 1532-1533 par le Titien, conservé à la Galerie Palatine du Palais Pitti, à Florence.